# Hajka (1977.)
Hajka je igrani film snimljen 1977. po predlošku istoimenog romana Mihaila Lalića, režirao ga je srpski redatelj Živojin Pavlović.
Radnja filma zbiva se u okolici Kolašina i prati sukobe četnika i onih crnogorskih partizana koji se u drugoj polovici 1942. i početkom 1943. nisu pridružili Titovoj glavnini NOVJ, već su ostali u Crnoj Gori.